# هونه نیه
هونه نیه (انگلیسی: Huỳnh Như؛ زادهٔ ۲۸ نوامبر ۱۹۹۱) بازیکن فوتبال زن اهل ویتنام است.
وی همچنین در تیم ملی فوتبال زنان ویتنام بازی کرده‌است.